# Eupholidoptera pallipes
Eupholidoptera pallipes är en insektsart som beskrevs av Willemse, F.M.H. och Kruseman 1976. Eupholidoptera pallipes ingår i släktet Eupholidoptera och familjen vårtbitare. Inga underarter finns listade i Catalogue of Life.